# Hornindal
Hornindal – miasto leżące w regionie Møre og Romsdal w Norwegii.

## Historia
Hornindal zostało ustanowione odrębną gminą 1 stycznia 1867 roku i miało wówczas 1612 mieszkańców. W 1965 roku gmina została zlikwidowana, a jej obszar podzielony pomiędzy gminy Eid i Stryn. W 1977 ponownie utworzono gminę Hornindal, ale jedynie z obszaru który należał do Stryn. Gmina miała wówczas 1202 mieszkańców.
1 stycznia 2019 wieś Maurset w południowej części gminy została przeniesiona do gminy Stryn.
1 stycznia 2020 gmina Hornidal została zlikwidowana, a jej obszar włączony do gminy Volda. Tym samym zmienił się też okręg: z Sogn og Fjordane (który został włączony do nowo utworzonego okręgu Vestland) do Møre og Romsdal.

## Demografia
Według danych z roku 2005 gminę zamieszkiwało 1197 osób. Gęstość zaludnienia wynosiła 6,27 os./km². Pod względem zaludnienia Hornindal zajmowało 392. miejsce wśród norweskich gmin.
| ludność stan na 1 stycznia 2005 |         |           |       |
|                                 | kobiety | mężczyźni | razem |
| osób                            | 626     | 571       | 1197  |
| %                               | 52,3%   | 47,7%     | 100%  |

| wykształcenie stan na 1 października 2004 |            |         |        |          |
|                                           | podstawowe | średnie | wyższe | nieznane |
| osób                                      | 162        | 601     | 127    | 5        |
| %                                         | 18,1%      | 67,15%  | 14,19% | 0,56%    |

## Edukacja
Według danych z 1 października 2004:
- liczba szkół podstawowych (norw. grunnskolar): 1
- liczba uczniów szkół podstawowych: 199